# Plumularia habereri
Plumularia habereri is een hydroïdpoliep uit de familie Plumulariidae. De poliep komt uit het geslacht Plumularia. Plumularia habereri werd in 1909 voor het eerst wetenschappelijk beschreven door Stechow. 